# اقتصاد متن‌باز

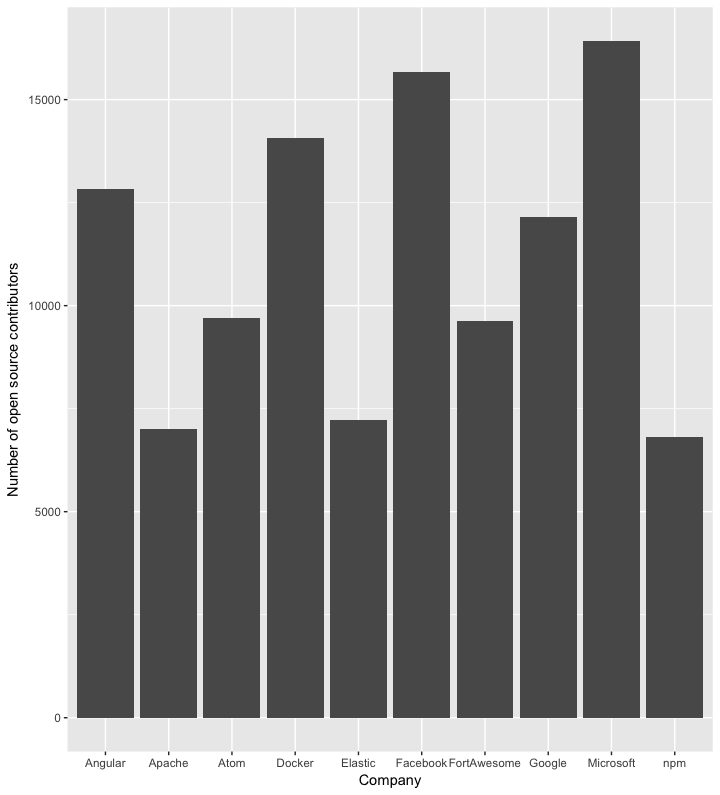
نموار اقتصادی

اقتصاد متن باز یک پلت‌فرم اقتصادی مبتنی بر همکاری باز برای تولید نرم‌افزار، خدمات یا محصولات دیگر است. این روش ابتدا برای صنعت نرم‌افزار متن باز درخواست شد. این مدل اقتصادی ممکن است برای گسترهٔ وسیعی از سرمایه‌گذاری‌ها درخواست شود.
برخی از ویژگی‌های اقتصاد متن باز می‌تواند شامل این موارد باشد: کار یا سرمایه‌گذاری بدون ابراز توقع بازده انجام می‌شود؛ محصولات یا خدمات به واسطهٔ همکاری میان کاربران و توسعه دهندگان تولید می‌شود؛ هیچ مالکیت مستقیمی بر خود سرمایه‌گذاری وجود ندارد.
در زمینهٔ طراحی سخت‌افزار متن باز، طراحی‌های دیجیتالی به رایگان به اشتراک گذاشته می‌شود و بعد هرکسی با توانایی دسترسی به تکنولوژی‌های ساخت دیجیتال (مثل پرینترهای سه‌بعدی RepRapً) می‌تواند محصول را به قیمت مواد اولیه تکثیر کند. شریک اصلی بازخوردها و پیشرفت‌های بالقوهٔ طراحی اصلی را از سریق جامعهٔ همکاری جمعی دریافت می‌کند. اکنون مدارک قابل توجهی وجود دارد مبنی بر اینکه چنین اشتراکی ارزش هنگفتی ایجاد می‌کند.
تا مدتی پیش هیچ سازمان سازمان تجاری شناخته‌شده خارج از نرم‌افزار که اقتصاد متن باز را به عنوان پایهٔ ساختاری به کار گیرد، وجود نداشت. امروز سازمان‌هایی وجود دارند که خدمات و محصولات یا حداقل دستورهایی را برای ساخت چنین خدمات و محصولاتی تأمین می‌کنند و از یک مدل اقتصاد متن باز استفاده می‌کنند.
ساختار متن باز مبتنی بر مشارکت کاربر است. محیط شبکه‌ای یک ماهیت جدید از سازماندهی تولید را ممکن می‌کند: اساساً غیرمتمرکز٬ مشارکتی٬ و غیر اختصاصی؛ مبتنی بر به اشتراک گذاری منابع و خروجی‌ها میان افرادی که به طور گسترده توزیع شده و آزادانه متصل هستند و بدون اتکا به سیگنال‌های بازار یا دستورهایی مدیریتی با یکدیگر همکاری می‌کنند.